# Get off of My Cloud
«Get off of My Cloud» —en español: «Sal de mi nube»— es una canción de la banda de rock inglesa The Rolling Stones, escrita por Mick Jagger y Keith Richards y lanzada en 1965. Fue escrita como un complemento del éxito anterior «(I Can't Get No) Satisfaction» y encabezó las listas de los Estados Unidos y del Reino Unido, siendo el segundo hit #1 consecutivo en la Unión Americana. Los Stones han dicho que la canción está escrita como reacción a su repentina popularidad tras el éxito de «Satisfaction» y se refiere a su aversión a las expectativas que la gente tiene de ellos.

## Historia
Escrita por Mick Jagger y Keith Richards, el sencillo fue grabado en julio o a principios de septiembre de 1965 en los RCA Studios de Los Ángeles, California y producida, como su anterior sencillo, por su mánager Andrew Loog Oldham, ayudado en la ingeniería por Dave Hassinger. Fue lanzada el 25 de septiembre de ese año en los Estados Unidos, con «I'm Free» como lado B, y casi un mes más tarde, 22 de octubre, en el Reino Unido, con «The Singer Not the Song» como lado B, alcanzando el tope de las listas en ambas listas.

## Letra
La letra es desafiante y rebelde, algo común en los Stones de la época, donde empiezan a cultivar su imagen de "chicos malos". La canción habla de la necesidad de estar solo y de la frustración provocada por la intrusión del vecino, del policía y el vendedor que toca a su puerta que en la mayoría de los casos vienen con demandas estúpidas o extremadamente exasperantes.
| ...Then in flies a guy who's all dressed up just like a Union Jack, He says I've won 5 pounds if I have his kind of detergent pack | ...Entonces viene un tipo quien parece estar vestido como un Union Jack, Me dice que ganaré cinco libras si tengo el tipo de detergente que promociona |

| ...I laid myself out, I was so tired and I started to dream, in the morning the parking tickets were just like a flag stuck on my windscreen | ...Me preparé, estaba tan cansado y comencé a soñar, en la mañana los tickets de estacionamiento estaban como banderas atoradas en mi parabrisas |

A diferencia de su exitoso hit anterior, «(I Can't Get No) Satisfaction», la canción no se enfoca en la insatisfacción con el mundo que lo rodea, sino más bien en la conservación del espacio vital de la persona.
| ...Hey you, get off of my cloud, Hey you, get off of my cloud, Don't hang around 'cause two's a crowd | ...¡Hey, tú!, bajate de mi nube, ¡Hey, tú!, bajate de mi nube, No te quedes por aqui porque dos son multitud |

## Melodía
La canción se caracteriza por la intro de batería de Charlie Watts y las guitarras gemelas de Brian Jones y Keith Richards. El tono de la canción es en E mayor y es una variación del riff de la canción Louie Louie de Richard Berry lanzada en 1955. La parte de guitarra de doce cuerdas de Brian Jones sólo puede ser escuchada en la mezcla mono de la canción, pero se puede escuchar claramente en algunos remixes estéreo no oficiales.

## Lanzamiento
El sencillo lanzado en 1965 fue un gran éxito para los Rolling Stones. En Estados Unidos, alcanzó el número uno en el Billboard Hot 100 el 6 de noviembre de 1965, y permaneció allí durante dos semanas. Fue incluido en el siguiente álbum de larga duración de la banda, December's Children (And Everybody's), lanzado en diciembre de 1965. La canción se mantuvo en el número 1 en el UK Singles Chart por tres semanas en noviembre de ese año.
La pista ha sido incluido en discos posteriores de la banda, tanto en vivo como compilaciones:Got Live If You Want It! (1966), Big Hits (High Tide and Green Grass) (1966), Love You Live (1977), Forty Licks (2002), The Biggest Bang (2007) y GRRR! (2012).

## En directo
La canción debutó en directo en el 2nd American Tour 1965 y formó parte del repertorio de los Stones en los 60s hasta el European Tour 1967 inclusive.
No volvió a formar parte de una gira hasta 8 años después, cuando se la incluyó de nuevo para el Tour of the Americas '75 y el Tour of Europe '76. En estas dos giras, la versión que se tocaba era muy diferente a la de estudio y aparecía siempre insertada después de «If You Can't Rock Me» en un "medley", siempre casi al principio de los conciertos.
Pasarían 23 años hasta incluirse de nuevo en una gira; fue en el No Security Tour de 1999, en la que se tocó esporádicamente.
Volvió al repertorio formando parte del A Bigger Bang Tour entre 2005 y 2007, tocándose en unos pocos conciertos, y a partir de aquí, apareció en todas las giras del grupo, siempre de forma esporádica.

## Personal
Acreditados:
- Mick Jagger: voz, palmas
- Keith Richards: guitarra rítmica, coros
- Brian Jones: guitarra líder de 12 cuerdas, guitarra acústica
- Charlie Watts: batería
- Bill Wyman: bajo
- Ian Stewart: piano

## Posicionamiento en listas
| Listas (1965–1966)                    | Mejor posición |
| ------------------------------------- | -------------- |
| Alemania (Offizielle Deutsche Charts) | 8              |
| Austria (Ö3 Austria Top 40)           | 5              |
| Bélgica (Flandes) (Ultratop 50)       | 6              |
| Canadá (RPM)                          | 1              |
| Estados Unidos (Billboard Hot 100)    | 1              |
| Irlanda (IRMA)                        | 2              |
| Noruega (VG-lista)                    | 2              |
| Países Bajos (Mega Single Top 100)    | 2              |
| Reino Unido (UK Singles Chart)        | 1              |

## Versiones de otros artistas
- «Bájate de mi nube», en español de Los Reos (México), Discos Peerless, 1966.
- «Bájate de mi nube», en español de Los Johnny Jets (México), Discos Columbia, 1966.
- «Get Off My Cloud» de Alexis Korner (1975).
- La Banda australiana Jimmy and the Boys lanzaron una versión como un solo titulado «Get Off My Cloud» en 1981.[22]
- «Get Off My Cloud» de The Meteors es parcialmente la misma letra y melodía, 1981.
- «Get Off My Cloud» de The Flying Pickets grabado en directo en el Albany Empire (1982), y también publicado en The Best of the Flying Pickets (Only You) EMI 1991.
- UHF - Original Motion Picture Soundtrack and Other Stuff, como «Hot Rocks Polka» por "Weird Al" Yankovic (1989).
- «Get Off My Cloud» de Cary August (1994).
- «Aquí en mi nube», en español, de Tiburona, 2021.